# Polpa vermella
|  | Per a altres significats, vegeu «Polpa». |

La polpa vermella de la melsa està composta de teixit connectiu, conegut com a cordes de Billroth, i diversos sinusoids plens de sang que li donen un color vermell. La seva funció principal és filtrar la sang per retenir els antígens, microorganismes i eritròcits defectuosos o desgastats.
La melsa està constituïda de polpa vermella i polpa blanca, separades per zona marginal; un 76-79% d'una melsa normal està és polpa vermella. A diferència de la polpa blanca, que conté majoritàriament limfòcits com ara cèl·lules T, la polpa vermella està formada per diferents tipus de cèl·lules sanguínies, com ara plaquetes, granulòcits, eritròcits i plasma sanguini.